# Red Bull RB8
La Red Bull RB8 è un'automobile monoposto sportiva di Formula 1 costruita dalla Red Bull Racing per partecipare al Campionato mondiale di Formula 1 2012.
La vettura è stata presentata il 6 febbraio 2012 a Jerez de la Frontera, Spagna, tramite un video diffuso su internet.
La vettura è stata progettata da Adrian Newey. È motorizzata Renault ed è guidata dal campione del mondo del 2011 Sebastian Vettel, col numero 1, e dall'australiano Mark Webber, col numero 2. Inoltre è stato designato come terzo pilota lo svizzero Sébastien Buemi.

## Livrea e sponsor
La livrea è la stessa del precedente campionato: blu con inserti gialli e strisce azzurre, gialle e grigie. Nella vettura spicca il toro rosso simbolo della Red Bull, il principale sponsor della scuderia.. Rispetto ai modelli precedenti sulle bandelle degli alettoni spiccano gli inserti rossi della compagnia petrolifera francese Total e gli sponsor Infiniti sono più vistosi.

## Sviluppo
Anche la RB8 presenta, come la maggior parte delle vetture, lo scalino sul muso della vettura, anche se in versione "meno accentuata", andando a "scavare" la parte interna della scocca e abbassandola quanto basta per non rendere netta la differenza tra questa e il muso.
Le sospensioni sono tipo push rod all'anteriore e pull rod al posteriore, le pance laterali ancora più piccole e compatte. Sembra esserci, inoltre, una fessura ricavata nello scalino, che fa pensare a una presa d'aria supplementare.
Scompaiono gli scarichi soffiati verso il basso, una delle caratteristiche principali della Red Bull RB7 nel 2011. Ora gli scarichi motore fuoriescono nella parte superiore del cofano, in direzione dell'alettone posteriore.
La squadra ha portato una dose massiccia di modifiche al telaio nell'ultima sessione di prove invernali, a Barcellona.

## Scheda tecnica
- Telaio: Fibra di carbonio a nido d'ape monoscocca
- Cambio: Red Bull Technologies sette marce semi-automatico con retromarcia
- Pneumatici: Pirelli P Zero
- Motore: Renault RS27-2012, 2400cm³ 90° V8
- Cilindrata: 2.4 litri
- Num. cilindri e disposizione: 8 a V 90º
- Regime massimo di rotazione: 18.000 giri
- Benzina: Total S.A.
- KERS: Red Bull Racing
- Idraulica: Red Bull Technology

## Piloti
| Piloti ufficiali     | Piloti ufficiali | Piloti ufficiali |
| Nazione              | Nome             | Numero           |
| -------------------- | ---------------- | ---------------- |
| Germania (bandiera)  | Sebastian Vettel | 1                |
| Australia (bandiera) | Mark Webber      | 2                |
| Collaudatori         |                  |                  |
| Nazione              | Nome             | Nome             |
| Svizzera (bandiera)  | Sébastien Buemi  | Sébastien Buemi  |

## Stagione 2012

### Campionato
Dopo il Gran Premio di Montecarlo, la monoposto è stata contestata dagli avversari per via degli intagli nel fondo. La Federazione è intervenuta vietando l'interpretazione del fondo come concepita dalla Red Bull. Ulteriormente, al successivo Gran Premio del Canada, la Federazione ha vietato i portamozzi forati impiegati dal team. A Valencia, Newey ha risposto con uno schema del diffusore che riproduce abilmente l'effetto del soffiaggio doppio bandito alla fine del 2009.
Nelle prime sei gare sia Vettel che Webber lottano per i vertici della classifica come nel 2011 anche se rispetto al 2011 la RB8 sembra inferiore alla RB7 e alle McLaren. Nel Gran Premio inaugurale in Australia, il campione del mondo in carica, Vettel dopo essere partito 6º riesce ad arrivare 2° con una buona prestazione, mentre Webber giunge 4º, risultato che ripeterà anche nelle gare in Malesia, Cina e Bahrain. In quest'ultimo gran premio Vettel riesce ad agguantare l'hat trick (pole, giro veloce e vittoria) riacquistando la leadership della classifica.
Nelle gare in Spagna, Monaco, Canada e Europa, la scuderia austriaca ottiene una sola vittoria con Webber a Montecarlo e tre pole positon con Webber a Montecarlo e con Vettel nei gran premi del Canada ed Europa. In quest'ultimo gran premio Vettel è costretto al ritiro dopo più di 30 giri in testa per un problema all'alternatore e questo gli farà perdere molto in chiave mondiale portandosi a 26 lunghezze da Alonso, leader della classifica. Webber in questo gran premio invece giunge quarto, dopo aver lottato per il terzo posto con Michael Schumacher fino all'ultimo giro, e si porta al secondo posto in classifica a 20 punti da Alonso.
Nel Gran Premio di Gran Bretagna Mark Webber riesce ad agguantare la seconda vittoria stagionale, raggiungendo Alonso (scattato in pole positon) al 48º giro dopo che lo spagnolo era stato in testa sin dalla partenza, mentre Vettel ritorna sul podio dopo 4 gare. Con questa vittoria Webber si porta a soli 13 punti da Alonso. Ma per Webber seguiranno prestazioni molto altalenanti e questo fa comodo ad Alonso sempre più leader della classifica. Nel Gran Premio di Germania Vettel giunge secondo alle spalle di Alonso, ma verrà penalizzato di 20 secondi per un sorpasso irregolare su Jenson Button con tutte le 4 ruote fuori pista, chiudendo così al quinto posto e perdendo punti preziosi su Alonso, leader della classifica staccato di 44 punti e 34 punti su Webber al 2º posto in classifica generale. A Monza è nettamente il peggior weekend per i due piloti della Red Bull con Vettel ritirato ancora per un problema all'alternatore mentre Webber si ritira dopo un testacoda a pochi giri dal termine nel quale usura le gomme, in questo modo Vettel si mette a 39 lunghezze da Alonso con cui aveva battagliato per quasi 10 giri per poi essere penalizzato con il drive through.
Nel Gran Premio di Singapore Vettel ritorna alla vittoria dopo 9 gare (il suo più lungo digiuno da quando ha iniziato a vincere), decisivo però il ritiro di Hamilton, che era in testa da 24 giri, costretto a fermarsi per un problema al cambio; Webber ottiene un deludente 10º posto che poi verrà declassato a 11° per una penalità di 20 secondi inflitta all'australiano per aver tagliato la chicane traendone vantaggio. Da qui in poi Vettel otterrà 3 vittorie consecutive in Giappone, dove Alonso esce alla prima curva per un contatto con la Lotus di Kimi Räikkönen, in Corea, dove Webber riesce ad effettuare il miglior tempo in qualifica, e in India dove Vettel sfiora il secondo Grand Chelem (pole, vittoria, giro veloce e testa della gara dal 1° all'ultimo giro) consecutivo per aver mancato il giro veloce, effettuato da Button all'ultima tornata. In Giappone Vettel riesce ad ottenere il suo secondo Grand Chelem in carriera. Dopo il successo in Corea Vettel si prende la leadership della classifica dopo cinque mesi, superando Alonso, e dopo il Gran Premio d'India il suo vantaggio sale a 13 punti.
Nel Gran Premio di Abu Dhabi Vettel dopo aver effettuato il terzo tempo alle spalle di Webber, viene retrocesso in ultima posizione a causa di irregolarità nella quantità di carburante alla fine della qualifica. In gara Vettel è autore di una "super rimonta" che lo porta ad agguantare addirittura il podio, giungendo 3º. Il tedesco perde 3 punti su Alonso ma mantiene un vantaggio di 10 punti. Nel Gran Premio degli Stati Uniti Vettel effettua la sesta pole stagionale davanti a Hamilton e Webber, mentre Alonso è solo nono. La gara è vinta da Hamilton, davanti a Vettel e Alonso, per Webber invece è il secondo ritiro di fila in 2 gare. Per quanto riguarda il campionato costruttori grazie ai 18 punti ottenuti da Vettel ad Austin la Red Bull si laurea campione del mondo per la terza volta nella sua storia, dopo i titoli nel 2010 e nel 2011, con una gara d'anticipo. Nel week-end decisivo per l'assegnazione del campionato piloti ad Interlagos Vettel ottiene la peggior qualifica delle ultime sei gare effettuando il 4º tempo alle spalle di Webber, mentre Alonso è solo ottavo. La gara inizia molto male per Vettel che sfiora il ritiro per un contatto con Bruno Senna che lo arretra in 22ª posizione, ma il tedesco, come ad Abu Dhabi, effettua una grande rimonta che lo porta alla conquista del terzo mondiale consecutivo, diventando così il più giovane tri-campione del mondo nella storia della Formula 1. Grazie a questo successo la Red Bull effettua la terza doppietta mondiale consecutiva.

## Risultati F1
| Anno | Team            | Motore              | Gomme | Piloti |   |    |   |   |    |   |   |     |   |   |   |   |    |    |   |   |   |     |     |   | Punti | Pos. |
| ---- | --------------- | ------------------- | ----- | ------ | - | -- | - | - | -- | - | - | --- | - | - | - | - | -- | -- | - | - | - | --- | --- | - | ----- | ---- |
| 2012 | Red Bull Racing | Renault RS27 2.4 V8 | P     | Vettel | 2 | 11 | 5 | 1 | 6  | 4 | 4 | Rit | 3 | 5 | 4 | 2 | 22 | 1  | 1 | 1 | 1 | 3   | 2   | 6 | 460   | 1º   |
| 2012 | Red Bull Racing | Renault RS27 2.4 V8 | P     | Webber | 4 | 4  | 4 | 4 | 11 | 1 | 7 | 4   | 1 | 8 | 8 | 6 | 20 | 11 | 9 | 2 | 3 | Rit | Rit | 4 | 460   | 1º   |

| Legenda | 1º posto     | 2º posto | 3º posto    | A punti         | Senza punti/Non class.  | Grassetto – Pole position Corsivo – Giro più veloce |
| Legenda | Squalificato | Ritirato | Non partito | Non qualificato | Solo prove/Terzo pilota | Grassetto – Pole position Corsivo – Giro più veloce |